# Chronik der Speerdienststellen
Die Chronik der Speerdienststellen ist eine seit 1941 geführte Zusammenstellung unter anderem von Rudolf Wolters über die Vorgänge der unter Albert Speers Verantwortung liegenden Dienststellen des Generalbauinspektors für die Reichshauptstadt und des Rüstungsministeriums.
Der Weg der Chronik wurde von dem Historiker Matthias Schmidt recherchiert. Die ungereinigte Fassung (Coesfelder-Version) dokumentiert u. a. die Beteiligung Speers an den sogenannten Judenentmietungen in Berlin. 1980 hatte Wolters den jungen Historiker Schmidt auf Originaldokumente und auf Fälschungen Speers hingewiesen. Speer selbst hatte Schmidt auf Wolters hingewiesen.
Speer hatte eine 1964 von Wolters gereinigte Fassung 1969 an das Bundesarchiv in Koblenz übermittelt, obwohl er wusste, dass der britische Autor David Irving eine Kopie besaß.
Weitere Kopien soll ein Dr. Lotz gehabt haben. In Auszügen war auch Material aus der Chronik bei einem Dr. Goerner vorhanden. Dieser Mitarbeiter hatte die Monatsversion der Chronik für September 1943 aus der Erinnerung neu formuliert, weil das in der Berliner Viktoriastraße 11 befindliche Amtsgebäude des Ministeriums durch einen Bombenangriff am 22. November 1943 zerstört wurde.

## Film
- Heinrich Breloer: Speer und er: Nachspiel – Die Täuschung, Deutschland 2005, 90 Min., Dokumentation.